# Kirna (Märjamaa)
Pour les articles homonymes, voir Kirna.
Kirna est un village de la commune de Märjamaa du comté de Rapla en Estonie.